# Cyrtomomyia ensifer
Cyrtomomyia ensifer är en tvåvingeart som först beskrevs av Curtis W. Sabrosky 1951.  Cyrtomomyia ensifer ingår i släktet Cyrtomomyia och familjen fritflugor. Inga underarter finns listade i Catalogue of Life.